# Camelot 3000
Camelot 3000 è una miniserie a fumetti di 12 numeri scritta da Mike W. Barr e disegnata da Brian Bolland. È stata pubblicata dalla DC Comics dal 1982 al 1985 come uno dei suoi primi progetti di mercato diretto e come prima miniserie. È stata anche la prima serie di fumetti stampata su carta di alta qualità anziché su carta da giornale.
La serie segue le avventure di Re Artù, del Mago Merlino e dei Cavalieri della Tavola Rotonda, rinati nell'anno 3000 D.C. per combattere un'invasione aliena guidata dalla vecchia nemesi di Artù, Morgana la Fata.

## Trama
Nell'anno 3.000 la Terra sta affrontando la minaccia di una misteriosa razza aliena che ha cominciato il suo attacco al pianeta invadendo l'Inghilterra. Mentre è in fuga dagli invasori, il giovane Tom Prentice cerca rifugio sotto le rovine di Glastonbury Tor e risveglia accidentalmente, dal suo luogo di riposo, il leggendario Re Artù. Artù fa di Tom il suo scudiero e i due si recano a Stonehenge per liberare Merlino affinché li aiuti a recuperare la leggendaria spada Excalibur e a ritrovare i Cavalieri della Tavola Rotonda e la Regina Ginevra, con l'ausilio dei quali il re intende salvare la Terra dagli alieni.
Mentre Artù e Merlino sono gli originali personaggi del ciclo arturiano, che hanno dormito per millenni, tutti gli altri si sono reincarnati in nuovi corpiː Ginevra è rinata come Joan Acton, comandante militare delle forze di difesa americane, mentre Lancillotto è Jules Futrelle, un industriale e filantropo francese. Sir Galahad è cambiato da una versione idealizzata del cavaliere cristiano a un samurai e devoto aderente del Bushido. Sir Perceval si è risvegliato nel corpo di un prigioniero politico geneticamente modificato in un mostruoso Neo-Uomo che mantiene, tuttavia, la sua coscienza di cavaliere. Galvano è reincarnato come un uomo di colore, padre di famiglia sudafricano mentre Tristano si ritrova, inaspettatamente nel corpo di una donna in procinto di sposarsi.
Ricostituita la Tavola Rotonda presso la residenza orbitale di Lancillotto/Futrelle, subito ribattezzata "Nuova Camelot", Artù e i suoi cavalieri combattono gli invasori spaziali scoprendo che le loro azioni sono controllate dalla Fata Morgana e da Mordred, incarnatosi nel segretario delle Nazioni Unite. Il loro compito è complicato dalle tensioni interne, tra cui il rinnovato triangolo d'amore tra Artù, Lancillotto e Ginevra, e da Tristano che si scontra con la sua identità di genere e con il fatto che Tom Prentice è infatuato di lei. 
Alla fine, i Cavalieri scoprono che l'invasione aliena ha origine dal decimo pianeta del sistema solare, sul quale si trova anche il castello di Morgana.
Nel combattimento finale, Artù si sacrifica per i suoi Cavalieri, permettendo loro di fuggire sulla Terra insieme a Merlino, e utilizza Excalibur per creare un'esplosione nucleare che distrugge Morgana e il suo castello.
L'epilogo mostra i destini dei restanti cavalieriː Galvano torna dalla sua famiglia; Tristano accetta il suo corpo femminile e inizia una relazione con la reincarnazione di Isotta; Ginevra e Lancillotto, perdonati da Artù, sono liberi di vivere la loro relazione mentre Tom Prentice si impegna nella ricostruzione di Londra. 
La scena finale mostra un alieno su un mondo lontano che estrae Excalibur da una roccia, come fece Artù in passato, facendo così ripartire il ciclo della leggenda.

## Riconoscimenti
Nel 1985, la miniserie è stata nominata per il premio Kirby Awards nella categoria Best Finite Serie.

## Altri media
Il dodicesimo episodio della seconda stagione della serie di fantascienza Legends of Tomorrow è intitolato "Camelot/3000". Nonostante l'apparizione di personaggi delle leggenda Arturiane e delle brevi scene ambientate nell'anno 3000, l'episodio ha poco somiglianza con la serie a fumetti.